# Oued Lili (distrito)
Oued Lili é um distrito localizado na província de Tiaret, Argélia. Sua capital é a cidade de mesmo nome. A população total do distrito era de 23 332 habitantes, em 2008.[carece de fontes?]

## Comunas
O distrito está dividido em três comunas:
- Oued Lili
- Sidi Ali Mellal
- Tidda